# Highgate
Highgate est un quartier de Londres du Borough londonien de Camden, situé au nord-est d'Hampstead. Il est situé à cheval sur trois districts : Haringey au nord, Camden au sud-ouest, et Islington au sud-est.

## Cimetière de Highgate
Le cimetière de Highgate est réputé pour abriter les tombeaux de Karl Marx et Michael Faraday. Dans les années 1970 est apparu ce qui est appelé le « vampire d'Highgate ». Peter Plogojowitz (vampire) serait le créateur du cimetière. L'affaire « vampire » ainsi que le cimetière jouent un rôle important dans le roman policier de Fred Vargas Un lieu incertain (2008).

## Personnalités nées à Highgate
- John Betjeman (1906-1984), écrivain et poète
- Donald Coggan (1909-2000), 101e archevêque de Canterbury
- Mary Kingsley (1862-1900) Ethnographe et exploratrice britannique
- Eva Germaine Rimington Taylor (1879-1966), historienne et géographe

## Dans la légende
Dans la légende de Dick Whittington, le héros gravit la colline de Highgate (Highgate Hill en anglais), lorsqu'il entend les cloches de St Mary-le-Bow lui demandant de revenir pour devenir le maire de Londres[réf. nécessaire].

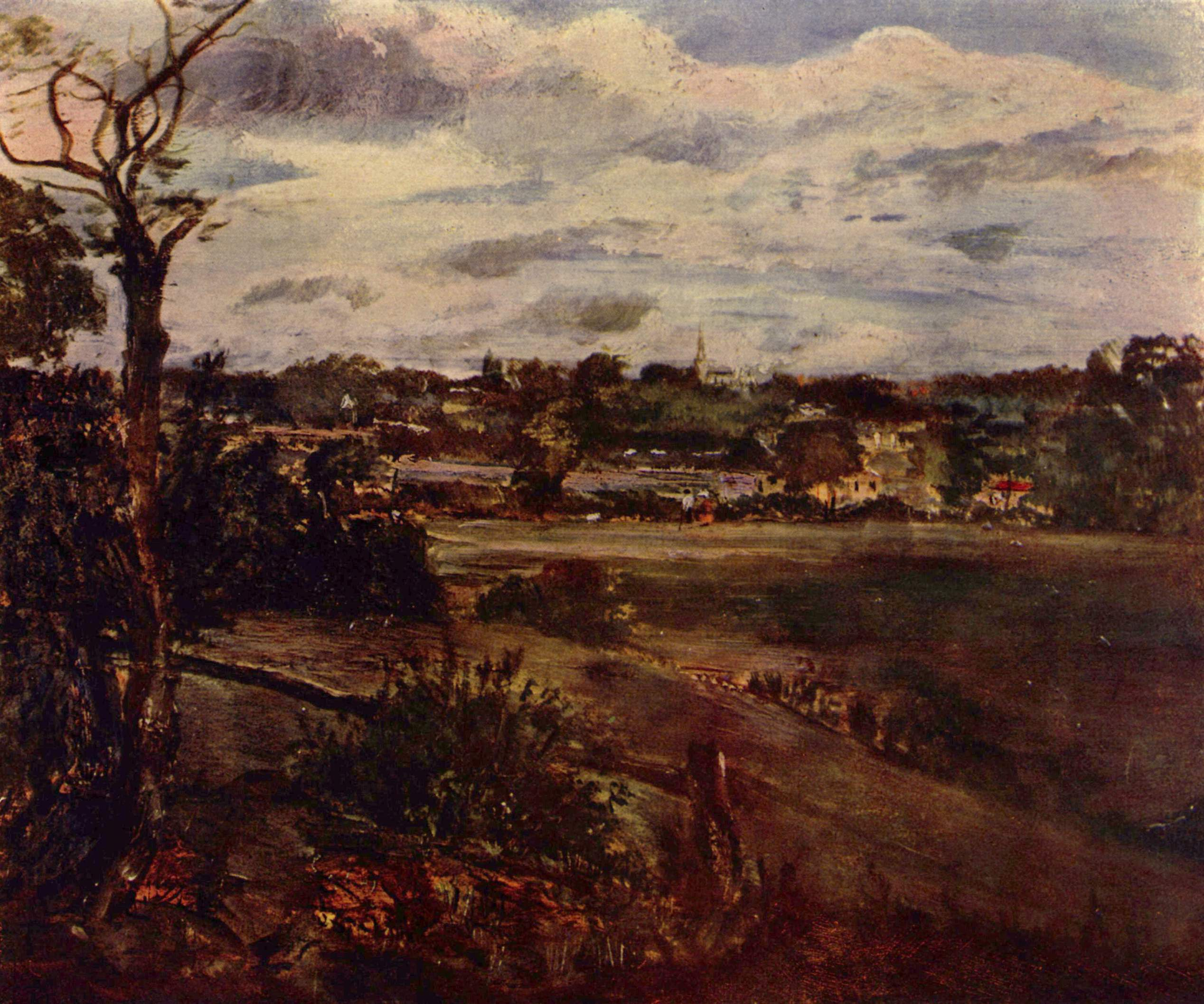
Vue de Highgate, John Constable, début du XIXe siècle